# Оленево (Вологодская область)
Оленево — деревня в Кичменгско-Городецком районе Вологодской области.
Входит в состав Енангского сельского поселения, с точки зрения административно-территориального деления — в Нижнеенангский сельсовет.
Расстояние по автодороге до районного центра Кичменгского Городка составляет 47 км, до центра муниципального образования Нижнего Енангска — 8 км. Ближайшие населённые пункты — Рыбино, Большое Сирино, Ширяево.
Население по данным переписи 2002 года — 19 человек.